# 高田文夫
高田 文夫（たかだ ふみお、1948年〈昭和23年〉6月25日 - ）は日本の放送作家、タレント。本名は高田 文雄（読み同じ）。愛称は「高田ギョロメ文夫」「高田先生」「高田センセー」。
落語家として、「立川 藤志楼」の高座名で落語立川流Bコース入りしている。「駄句駄句会」同人、俳号は「風眠（ふうみん）」。生年月日は沢田研二・誠直也と同じ。長男は日刊スポーツ記者の高田文太。
東京ヤクルトスワローズのファンとしても知られている。

## 経歴・人物

### 生い立ち
東京都渋谷区富ヶ谷に生まれる。父の高田栄三は歴史書関係の出版社　国文社の経営者で丹羽文雄と仲が良かった事から「文雄」と名付けられた。父方の親戚は出版社の経営者が多く、雑誌『映画評論』発行人高田俊郎もその一人で芸能好きは彼の影響が大きい。母方は代々、渋谷で鳶の頭を務めた。兄弟は姉2人。
5歳の時、世田谷区千歳船橋に引っ越しして、そこで育つ。近所に森繁久彌宅、清川虹子宅があった。小学校低学年から詩吟を習い、全国大会で3位になったことがある。
小学校の時に『雲の上団五郎一座』『おとなの漫画』（フジテレビ）などに強い影響を受けて、青島幸男を目標に放送作家を志す。世田谷区立船橋中学校、日本学園高校を経て、日本大学芸術学部放送学科に入学し、落語研究会（日本大学芸術学部落語研究会）に所属。中学の同級生に俳優の志賀廣太郎が、高校の同級生に俳優の荒木しげる、梶原譲二が、大学の同期に高井正憲と古今亭右朝が、後輩に森田芳光がいる。立川談志に心酔、談志の著書『現代落語論』がバイブルで「落語の才能が無い」と森田を辞めさせている。「青島幸男に憧れて、早稲田を志したが出来が悪かったので諦めた」と著書に記した。
中学高校でエルヴィス・プレスリー、ビートルズの洗礼を受けたロック少年であり、高校時代はボーカルとして「高田バンド」を結成した。当時から既にライブでは曲の合間に漫談やコントを入れていた。。

### 放送作家
大学卒業後は放送作家の塚田茂に弟子入り（後に破門）して、「スタッフ東京」設立に参加。1973年、『ひらけ!ポンキッキ』で放送作家デビュー。
その後は『時間だヨ!アイドル登場』（日本テレビ）『ロッテ 歌のアルバム』『笑ってポン!』（以上、TBS）、『スターどっきり（秘）報告』『夜のヒットスタジオ』『オレたちひょうきん族』『らくごin六本木』（以上、フジテレビ）、『笑アップ歌謡大作戦』（テレビ朝日）、『三波伸介の凸凹大学校』（テレビ東京）、『ビートたけしのオールナイトニッポン』（ニッポン放送）、フジテレビの正月の名物番組『初詣!爆笑ヒットパレード』など数多くのバラエティ番組を手掛ける。『スターどっきり』『凸凹大学校』などの番組テーマ曲の作詞も手掛けた。
著書の『江戸前で笑いたい』やテレビ史の番組のインタビューでは構成を担当していた『ひょうきん族』の裏番組であり、高田自身も構成を一時期担当していた『8時だョ!全員集合』への対抗心から、いかりや長介の傲慢ぶりを批判したり、「ドリフはアドリブがなく、自分が考える笑いとは違う」などと述べた。
2009年より、日大芸術学部時代からの友人で放送作家の松岡孝に頼まれ、放送作家養成セミナーの講師を務めた。
2024年現在、番組構成の仕事は殆ど行っていないが、後述するタレント活動や作詞、プロデュースなどを手掛けている。

### 弟子
松岡 昇 (まつおか のぼる)
1962年、山口県生まれ。日本大学在学中に弟子入り。『ビートたけしのオールナイトニッポン』のハガキ仕分けを皮切りに笑福亭鶴光、伊集院光、ナイツ、清水ミチコなどのラジオ番組を担当。清水ミチコをアネキ、髙橋克実をアニキと尻尾を振る姿から、師匠の高田に「子分肌マツオカ」と命名された。妻は増山さやか（ニッポン放送アナウンサー）。
元祖爆笑王（がんそ ばくしょうおう）
1964年、秋田県生まれ。本名は高橋裕幸（ひろゆき）。日本大学芸術学部の2年次に弟子入り。卒業と同時に『田中義剛のオールナイトニッポン』『笑福亭鶴光のオールナイトニッポン』などの構成を手掛け、『大事MANブラザーズバンド・立川俊之のパックインミュージック21』は立川の相方として出演。テレビは『ウッチャンナンチャンのやるならやらねば!』『殿様のフェロモン』『めちゃ×2モテたいッ!』『学校では教えてくれないこと!!』『笑っていいとも!』『初詣!爆笑ヒットパレード』『出動!ミニスカポリス』などを担当した。
最近では地方局でも活躍（東京・大阪・名古屋・福岡・札幌の基幹5地区全てで手掛けた）。テレビ西日本他FNS 4局共同番組『日韓親善ライブ 笑ってチョゴリ』が日本民間放送連盟賞テレビエンターテインメント最優秀賞を受賞。
若手の発掘や育成に力を注いでおり、太田プロダクション、東京アナウンス学院などで講師を、日本大学藝術学部、日本大学文理学部、専修大学文学部の非常勤講師を務めている。男鹿市観光大使、秋田県PRメディアプロデューサー、秋田ノーザンハピネッツ親善大使、秋田市観光PRアドバイザーに就任。
松田健次 (まつだけんじ)
1966年2月13日生まれ。東京都出身。埼玉大学卒業後、弟子入り。師である高田が出演する『ラジオビバリー昼ズ』や『たまにはキンゴロー』『夜鳴き弁天』『ピロピロ』他、関東高田組出身の浅草キッドや松村邦洋、春風亭昇太、大川興業・江頭2:50等に関わる番組やライブ、著書でも構成を担当。

### タレント・落語家
自身もタレントとして活躍。NHKの子供番組『600 こちら情報部』では戸田恵子らとともにレポーターを務める。『THE MANZAI』では景山民夫と組み、「民夫くんと文夫くん」として漫才を披露した。
1983年、立川談志の落語立川流Bコース（芸能人・著名人コース）に入門。立川 藤志楼（たてかわ とうしろう。「とうしろう」は業界用語の「トーシロー」＝しろうとの意味）を名乗り、1988年には真打に昇進した。真打昇進後から1990年代前半に掛けて精力的に高座を務め、多くがCD化された。その後は落語家としては休業状態であったが、2006年4月中旬に約10年振りに高座に上がった。2008年から新音源によるCDシリーズを発表している。
2006年、ワザオギからCDが発売された際は紀伊国屋書店新宿本店 2階にあったCD販売店のミュージックテイトで「発売直後の週間売り上げ枚数が宇多田ヒカルを抜いた」と発表された。宇多田ヒカルが新盤の発表前であったことや、この店が落語・お笑い関係のCDやカセットテープに力を入れていることによるものである。
学生時代に青島幸男か永六輔に弟子入りしようとした。永には弟子入りを志願する手紙を送るが、「僕は弟子を取るつもりはありません。お友達にならなりましょう」との返信が来て断念している。高田が放送作家になり、15年後に永に対面した際にこの件を話したところ、「今からでも遅くありません。弟子になってください」と冗談めかした手紙が後日届いたが高田は「自力でなんとかなった」と断っている。2014年に「永六輔、高田文夫。幻の師弟・初のふたり会」を開催している。後に永の孫である永拓実が高田のラジオ番組にゲストに来た際は拓実が「僕を弟子にして下さい！」と直訴するも高田は「友達ならなりましょう」と返した。
芸人にならなかった理由として、「売れてなくても芸が下手でも年功序列で『○○兄さん』とヨイショしなければならないことが苦痛に感じるから」と語っている。
東京ボーイズに加わって舞台に立つ場合は「ニュー東京ボーイズ」となる。
『たけし・逸見の平成教育委員会』第1期「生徒」として、セミレギュラー出席していた。『高田文夫のラジオビバリー昼ズ』は1989年4月より放送開始。2024年現在も続くニッポン放送の長寿番組となっている。

### ビートたけしとの関係
テレビ番組の構成作家をしていた1975年頃、ポール牧や青空球児・好児らの薦めによりビートたけしと対面して意気投合。親密になった。たけしを後押しして番組に起用。たけしのブレーンだった高信太郎から、その座を奪った。
ニッポン放送で『ビートたけしのオールナイトニッポン』の構成作家として参加するが、たけしの喋りに声を出して反応し、たけしが番組を休んだ時には代打パーソナリティとして番組を担当したことがあった。高田が番組を初めて休み、たけし軍団を相手にして放送した回はいつもの調子が出ずにボロボロの放送となり、高田の存在価値が改めて クローズアップされた。1983年、景山民夫と『文夫くんと民夫くん』のパーソナリティを景山民夫と共に務めた。1987年10月、ナイターオフの平日帯 夕方ワイド番組『巨匠・高田文夫のラジオでいこう!』のパーソナリティを務めた。
1991年2月から、たけしと共にフジテレビの深夜番組『北野ファンクラブ』、1996年4月から『北野富士』、1997年10月から2002年9月まで放送された『足立区のたけし、世界の北野』に出演。たけしやガダルカナル・タカ、つまみ枝豆、ダンカン、グレート義太夫らたけし軍団と共にレギュラー出演した。

### 笑芸プロデューサー
1992年、高田が気に入った東京の若手お笑い芸人を集めて「関東高田組」を旗揚げ。高田が司会を務めるテレビ番組『たまにはキンゴロー』にメンバーが出演。各地でライブも実施して人気を博し、ビデオを発売した。 メンバーは春風亭昇太、春風亭勢朝、桂竹丸、立川ボーイズ（立川志らく＋立川談春）、浅草キッド、松村邦洋、相馬ひろみ（現・藤本芝裕）、大川興業（大川豊、江頭2:50など）、松本明子、早坂好恵であった。
ライブ『我らの高田“笑”学校』をプロデュースしている。
2021年6月、一般社団法人漫才協会の外部理事に就任した。

### 音楽
頻度は少ないが作詞やCDプロデュースを手掛けることがある。「ラジオビバリー昼ズ」絡みの企画物（コミックソング）が多く、同番組でプロモーションを行うことが通例となっている。
作詞家デビューは新沼謙治に書いた演歌『おとこ唄ひとり』で作曲した佐瀬寿一（『およげ!たいやきくん』で知られる）とは近年もタッグを組むことが多い。

### 「バウバウ」
松村邦洋のギャグ「バウバウ」は元来は高田のものまねである。
「バウバウ」の初登場は『第8回 ビートたけしのお笑いウルトラクイズ』での「冷凍室ダジャレ → ものまね合戦」。松村が『北野ファンクラブ』のものまねをした際、十八番のたけしのものまねに続けて、間髪入れずに「バッバッ!（うまいうまい!） 高田文夫です! バッバッ! バアッバッバッ!」と高田が手を叩いて喜ぶ様子を誇張して演じた。高田の笑い声は拍手を伴った派手なもので笑い声の「ブワッハッハ！」が「バァーバッバ」とも聞こえ、たけしを指差しながら「バカなこと言って」という時がもある。更に言葉を発しながら笑うために「バッバッバ」と聞こえ、それにネタっぽい要素を加えて「バウバウ」になった。
シンプルな割に強烈なインパクトが根付き、会場は大ウケしたことで以来、松村の持ちネタとなった。

### 病気による休養
2006年
上記の通り、2006年4月に新宿末廣亭中席興行（担当：落語芸術協会）で10日間高座に上がったが過労と風邪による体調不良のため、興行直後の4月24日から『ラジオビバリー昼ズ』を休演したが、7月3日から2か月振りに復帰した。
2012年
2012年4月11日の夕方にも体調不良を訴えて緊急入院した。精密検査の結果、心肺機能に疾患があることが判明し、全ての活動を休止して治療に専念することを発表した。
7月10日に病院を退院した、と7月11日放送の『ラジオビバリー昼ズ』で春風亭昇太が発表して、7月13日放送の『大沢悠里のゆうゆうワイド 』に内包している『毒蝮三太夫のミュージックプレゼント」』で高田の退院が話題となった。毒蝮三太夫は大学の先輩、同日のゲストの春風亭一之輔は後輩に当たる。その後は高田から毒蝮や大沢悠里に対して自らの退院について報告するファクシミリが届き、7月16日の放送分で伝えられた。
10月19日の『ラジオビバリー昼ズ』に電話出演して11月に復帰すると告げ、11月5日に7か月振りに復帰。「不整脈から心肺停止に至った」「心臓が4回停止した」「手術で8か所にメスを入れて、心臓ペースメーカーを付けた」「入院後は2週間 意識を喪失した」「70日間 集中治療室にいた」などと語った。エンディングでは、桑江知子の『私のハートはストップモーション』が流された。
入院前はチェーンスモーカーだったが禁煙した。これ以降は体調を考慮して、月曜日と金曜日の放送に出演するようになった。
2020年
2月から3月に掛けて、『ラジオビバリー昼ズ』を2週間休演。3月6日の放送で復帰。入院して、心臓ペースメーカーを取り換えたことを明らかにした。

## メディア

### 著書
- ビートたけし&高田ギョロ目文夫のしまいにゃ笑うぞ!（ビートたけし・高田文夫、スコラ、1983年4月）
- 高田文夫のコントもかけば恥もかくTVとギャグと人のうわさ話がいっぱい!（日本文芸社、1984年9月 → 文庫化にあたり『だから私は笑わせる』と改題）
- 民夫くんと文夫くんの オレたち天才!めちゃぶつけ（景山民夫・高田文夫、ニッポン放送出版、1984年10月 → 文庫化にあたり『民夫くんと文夫くん あのころ君はバカだった』に改題。解説は立川談志）
- 『アタシをとるか、ギャグとるか!? : お笑いスター、妻たちの大逆襲』日本文芸社、1986年12月10日。
- ビートたけしの幸か不幸か オールナイトニッポン&高田文夫（ニッポン放送出版、1987年2月）
- ビートたけしの不幸中の幸い オールナイトニッポン&高田文夫（ニッポン放送出版、1987年2月）
- あんときゃ笑った（太田出版、1987年7月）
- ギャグマン達のブルース（スコラ、1988年2月）
- ビートたけしのここに幸あり―カセット版ベスト・オブ・オールナイトニッポン 高田文夫&オールナイトニッポン（扶桑社、1988年3月）
- ビートたけしの全面幸福（オールナイトニッポン&高田文夫編、ニッポン放送出版、1988年5月）
- 立川藤志楼爆笑落語選集（太田出版、1989年3月）
- 昭和のTVバラエティ（監修：高田文夫、太田出版、1989年12月）
- 正しい団塊の世代白書（スコラ、1990年5月）
- ビートたけしの幸せ丸十年 オールナイトニッポン&高田文夫（ニッポン放送出版、1990年11月）
- プロレス激闘ハンドブック 燃える男たちの全記録 完全保存版（監修：高田文夫、ベストセラーズ、1991年12月）
- 立川藤志楼爆笑落語選集 第2巻（太田出版、1992年5月）
- 北野ファンクラブ（北野武監修、高田文夫編著、フジテレビ出版、1992年5月）
- 楽屋の王様 笑って済ます噂噺大事典（高田文夫・高橋春男、講談社、1992年7月）
- キンゴロー ドカーンと一発、笑いの濃縮ウラン（責任編集、ワニブックス、1992年7月）
- ヨイショの達人（太田出版、1992年6月）
- 洒落ごころ（太田出版、1993年10月）
- いけるね!スポーツ新聞大賞（毎日新聞社、1993年10月）
- 寄せ鍋人物図鑑（高田文夫文、ナンシー関消しゴム版画、講談社、1993年4月）
- 続キンゴロー　痛快・劇楽の東京お笑い奥義書（責任編集、ワニブックス、1993年2月）
- 日常ちゃ飯事（毎日新聞社、1995年2月）
- オレはお前に強いんだ（毎日新聞社、1995年11月）
- やなか高田堂 藤志楼コレクション（高田文夫編、小学館、1996年3月）
- 写真集 おあとがよろしいようで―東京寄席往来（橘蓮二写真、高田文夫編、筑摩書房、1996年10月）
- やなか高田堂 藤志楼アートコレクション しょの2（高田文夫編、スコラ、1996年12月）
- 江戸前で笑いたい（筑摩書房、1997年1月）
- 海の向こうで笑いたい（情報センター出版局、1997年6月）
- 笑うふたり 語る名人、聞く達人（高田文夫対談集、中央公論社、1998年6月）
- やなか高田堂 藤志楼アートコレクション しょの3・4（高田文夫編、アミューズブックス、1998年4月）
- ビートたけしの三国一の幸せ者（ビートたけし・高田文夫、ニッポン放送プロジェクト、2000年12月）
- ビートたけしの幸せひとり占め（ビートたけし・高田文夫、ニッポン放送プロジェクト、2000年12月）
- 銀幕同窓会 高田文夫と映画育ちの団塊者たち み〜んなオールナイトで大きくなった（高田文夫編、白夜書房、2001年9月）
- ビートたけしのおもわず幸せになってしまいました（ビートたけし・高田文夫、ニッポン放送プロジェクト、2001年2月）
- ビートたけしの無条件降伏（ビートたけし・高田文夫、ニッポン放送プロジェクト、2001年2月）
- ビートたけしのニッチも幸も（ビートたけし・高田文夫、ニッポン放送プロジェクト、2001年4月）
- ビートたけしの幸か不幸か（ビートたけし・高田文夫、ニッポン放送プロジェクト、2001年4月）
- ビートたけしの不幸中の幸い（ビートたけし・高田文夫、ニッポン放送プロジェクト、2001年6月）
- ビートたけしの全面幸福（ビートたけし・高田文夫、ニッポン放送プロジェクト、2001年6月）
- ビートたけしのその男幸せにつき（ビートたけし・高田文夫、ニッポン放送プロジェクト、2001年8月）
- 毎日が大衆芸能 娯楽・極楽・お道楽（中央公論新社、2002年5月）
- コミックソングレコード大全 爆笑音盤蒐集天国（監修：高田文夫、編：鈴木啓之・吉田明裕、白夜書房、2002年3月）
- ありがとう笑名人 第1巻 - 三木のり平・由利徹・笑福亭松鶴・東八郎・古今亭志ん朝（編著：高田文夫・笑芸人、白夜書房、2003年6月）
- 笑現の自由 笑いの星座からやってきた男たち Tokyo芸人気質（写真：橘蓮二、監修：高田文夫、白夜書房、2003年10月）
- 完璧版 テレビバラエティ大笑辞典（編著：高田文夫・笑芸人編集部、白夜書房、2003年12月） ※『昭和のTVバラエティ』の改訂増補版
- 寄席・芸人・四季 橘蓮二写真集 愛蔵版（撮影：橘蓮二、編：高田文夫、白夜書房、2004年4月）
- 渡る世間はシャレばかり 96~04大衆芸能日記（白夜書房、2004年6月）
- おあとがよろしいようで 大増補版（写真：橘蓮二、編：高田文夫、講談社、2005年1月）
- 毎日が大衆芸能 娯楽・極楽・お道楽 しょの2（中央公論新社、2005年2月）
- いろものさん（写真：橘蓮二、編：高田文夫、河出書房新社、2006年3月）
- 笑芸日記 一九九六-二〇〇五（筑摩書房、2006年6月）
- 笑味期限はいつ切れる? 高田文夫の笑芸ノート（ざぶとん亭風流企画、2007年7月）
- ビートたけしのオールナイトニッポン傑作選!（兵庫慎司・オフィス北野・高田文夫事務所・太田プロダクション、太田出版、2008年1月）
- 毎日が大衆芸能 娯楽・極楽・お道楽 しょの3（中央公論新社、2008年6月）
- 笑芸人 しょの世界 プロも使えるネタノート（双葉新書、2010年11月）
- 大衆芸能ざんまい 娯楽・極楽・お道楽 しょの4（中央公論新社、2010年11月）
- ニセ夫婦漫才 笑いひと筋23年 信頼のラジオビバリー昼ズ（高田文夫・清水ミチコ、双葉社、2011年9月）
- 誰も書けなかった「笑芸論」森繁久彌からビートたけしまで（講談社、2015年3月、講談社文庫、2017年3月）
- 高田文夫の大衆芸能図鑑（絵：佐野 文二郎、小学館、2016年5月）＊電子版あり
- TOKYO芸能帖 1981年のビートたけし（講談社、2017年3月、講談社文庫、2019年3月)
- イヨッたっぷり！　高田文夫の大衆芸能図鑑〈２〉（絵：佐野 文二郎、小学館、2017年10月）＊電子版あり
- 高田文夫と松村邦洋の 東京右側「笑芸」さんぽ（松村邦洋との共著・講談社、2017年11月）
- ビートたけしのオールナイトニッポン２０１８幸せ元年（著：ビートたけし、編著：高田文夫、編：岸川真、文藝春秋、2018年7月）＊電子版あり
- ご笑納下さい―私だけが知っている金言・笑言・名言録（新潮文庫、2019年1月）＊電子版あり
- 面白い人のことばっかり！ザ・笑売じょうずたち（絵：佐野 文二郎、小学館、2019年11月）＊電子版あり
- 東京　笑芸ざんまい―わたしの芸能さんぽ（講談社、2019年3月)
- 画文集　芸人とコメディアンと（文：高田文夫、画：峰岸達、二見書房、2019年12月）
- ギャグ語辞典（文：高田文夫・松岡昇・和田尚久、絵：佐野 文二郎、誠文堂新光社、2021年02月）

### 雑誌
- 笑芸人（責任編集）(終了)
  - 落語ファン倶楽部（責任編集）
- 小説現代 「談笑亭日常」(終了)
- WiLL 「大衆芸能小僧」(終了)
- EX大衆 「高田文夫のEX大衆芸能界」(終了)
- 週刊ポスト　「笑刊ポスト」
- 月刊Hanada 「月刊Takada」
- 月刊Hanadaセレクション 「月刊Hanada 芸能笑学部」（飛鳥新社、2024年6月）ISBN 9784868010142

### 新聞
- 日刊スポーツ 「高田文夫の娯楽・極楽・お道楽」（1997年 - 2010年、毎週月曜日連載）

### CD（自身）
落語
- 高田文夫VS立川藤志楼'94 立川藤志楼（1994年）
- 高田文夫VS立川藤志楼1～8（1994年）
- 高田文夫VS立川藤志楼 しょの1～しょの8（林家たい平とのトーク付、2001年）
  - しょの1：「紺屋高尾」
  - しょの2：「お直し」
  - しょの3：「火焔太鼓」「風呂敷」
  - しょの4：「幇間腹」「首ったけ」
  - しょの5：「小言幸兵衛」「天災」
  - しょの6：「居残り佐平次」
  - しょの7：「居酒屋」「野ざらし」
  - しょの8：「鰻の幇間」「黄金の大黒」
- 立川藤志楼やっとこさ蔵だしvol.1（発売：ワザオギ、2006年）
  - 90年代の未発表録音「宿屋の富」「蔵前駕篭」「猫と金魚（作：田河水泡）」
- 立川藤志楼やっとこさ蔵だしvol.2（発売：ワザオギ、2007年）
  - 90年代の未発表録音「唐茄子屋政談」、トーナストラック「かぼちゃ屋」
- 立川藤志楼とって出しvol.1（発売：ワザオギ、2008年）
  - 2008年代のオリジナル録音「力士の春'08（原作：春風亭昇太）」「天災」
  - 途中松村邦洋がお茶子として登場し、短くクロストーク。

音楽
- 有楽町でまた逢いましょう（ニッポン放送有楽町移転記念、2004年5月27日発売）
- お子ちゃマンボ/ジージのララバイ（孫娘・高田文乃とのデュエット「文乃と文夫」名義、2011年6月1日発売）

### CD（作詞・プロデュース）
- おとこ唄ひとり（1993年、新沼謙治・高田文夫）
- 進め!ヤクルト・スワローズ（1993年、ヤクル党・高田文夫・松井五郎） ※東京ヤクルトスワローズ応援歌
- ヨーデル食べ放題（1996年、桂雀三郎withまんぷくブラザース・桂雀三郎・リピート山中・赤坂東児）
- KANREKIロック（1998年、ミッキー・カーチス・高田文夫・立川談志・ロカビリー・ツイスターズ）
- 領収書’99（1999年、Le・シート・高田文夫・塩沢彰光・茅蔵人）
- 冷麺で恋をして（2001年、小滝詠一（東貴博）・高田文夫・中村大・）
- そんなもんだよ、しょうがない（2001年、昭和のいる・こいる・高田文夫・阿久悠・太田美知彦）
- 傷だらけの私鉄沿線（2002年、いっこく堂・高田文夫・藤井青銅・馬飼野康二）
- ベストアルバム 中毒（なぎら健壱） ※再発売発起人、ライナーノーツ執筆
- 日本列島やり直し音頭/恋のあのあんぽんたん・昭和編（2012年、西方裕之）
- ビギン・ザ・ギンザ（2018年、U字工事）

### ビデオ（編・プロデュース）
- 東京ギャグ列伝 上・下（1992年、高田文夫・つきざわけんじ編）
- 関東高田組・黄金の七人 上・下（1992年）

### テレビ出演番組
- 600 こちら情報部（1978年4月 - 1984年3月、NHK総合テレビ）
- らくごin六本木（1981年4月 - 1985年9月、フジテレビ）
- 気分はパラダイス（1981年10月 - 1985年9月、テレビ東京）
- 派手〜ずナイト（1984年11月 - 1985年12月、北海道テレビ）
- マル金ギャハハ倶楽部（1987年4月 - 1989年12月、仙台放送）
- どちら様も!!笑ってヨロシク（1993年4月 - 1994年3月、日本テレビ）
- 世界まるごと2001年（1990年4月 - 1991年3月、TBS）
- 高田・大倉の深夜NIヨイショ（1990年3月 - 1990年10月、フジテレビ）
- 北野ファンクラブ（1991年2月 - 1996年3月、フジテレビ）
- たけし・逸見の平成教育委員会（1991年10月 - 1997年9月、フジテレビ）
- 平成教育テレビ（1992年7月・1993年7月、フジテレビ）
- 全日本ガイジン選手権（1991年10月 - 1992年3月、フジテレビ）
- たまにはキンゴロー（1992年4月 - 9月、フジテレビ）
- 夜鳴き弁天（1992年4月 - 1993年3月、フジテレビ）
- ピロピロ（1993年4月 - 9月、フジテレビ）
- 落語のピン（1993年4月 - 9月、フジテレビ）
- おちゃのこサイサイ（1993年5月 - 9月、TBS）
- GAHAHAキング 爆笑王決定戦（1993年10月 - 1994年9月、テレビ朝日）
- 北野富士（1996年4月 - 1997年9月、フジテレビ）
- 足立区のたけし、世界の北野（1997年10月 - 2002年9月、フジテレビ）
- 高田文夫の相手の部屋（1998年 - 2000年、北野チャンネル）
- ビートたけし原作「浅草キッド」の特別な番組。（スカイパーフェクTV!）
- タイガー&ドラゴン（2005年4月 - 6月、TBS） - 高田亭馬場彦 役

### ラジオ出演番組
- ビートたけしのオールナイトニッポン（1981年1月 - 1990年12月、ニッポン放送）
- とんでもダンディー・民夫くんと文夫くん（1984年4月 - 1986年3月、ニッポン放送）
- 巨匠・高田文夫のラジオで行こう!（1987年10月 - 1989年3月、ニッポン放送）
- モアモア爆笑新鮮組（1991年4月 - 1992年7月、ニッポン放送）
- 高田文夫のラジオビバリー昼ズ（1989年4月 - 、ニッポン放送）
- 話芸・笑芸・当たり芸（1994年11月 - 1998年3月、NHKラジオ第1放送）

### CM
- 早稲田ゼミナール
- アサヒビール 「アサヒ生ビール Z -ゼット-」
- ヤマダイ 「ニュータッチ」 ※テレビCMではやかんに高田の顔がCGとして映っている。ラジオCMでは清水ミチコと共演。
- 村さ来
- PARCOお中元「礼儀正しい日本人」（1992年)　‐　関東高田組メンバーと出演。
- TOWER RECORDS『NO MUSIC,NO LIFE』(2006年）サンボマスターと共演。撮影場所は鈴本演芸場[22]。

### 映画
- 星くず兄弟の伝説（1980年、シネセゾン、手塚眞監督）-　アトミック・ギャング 役
- バカヤロー！３「クリスマスなんか大嫌い」（1990年、松竹、山川直人監督）
- 夜逃げ屋本舗（1992年、東宝、原隆仁監督）- 寿司屋の主人 役

## 演じた俳優
- ラサール石井（2015年、TBS『赤めだか』）